# PanPers

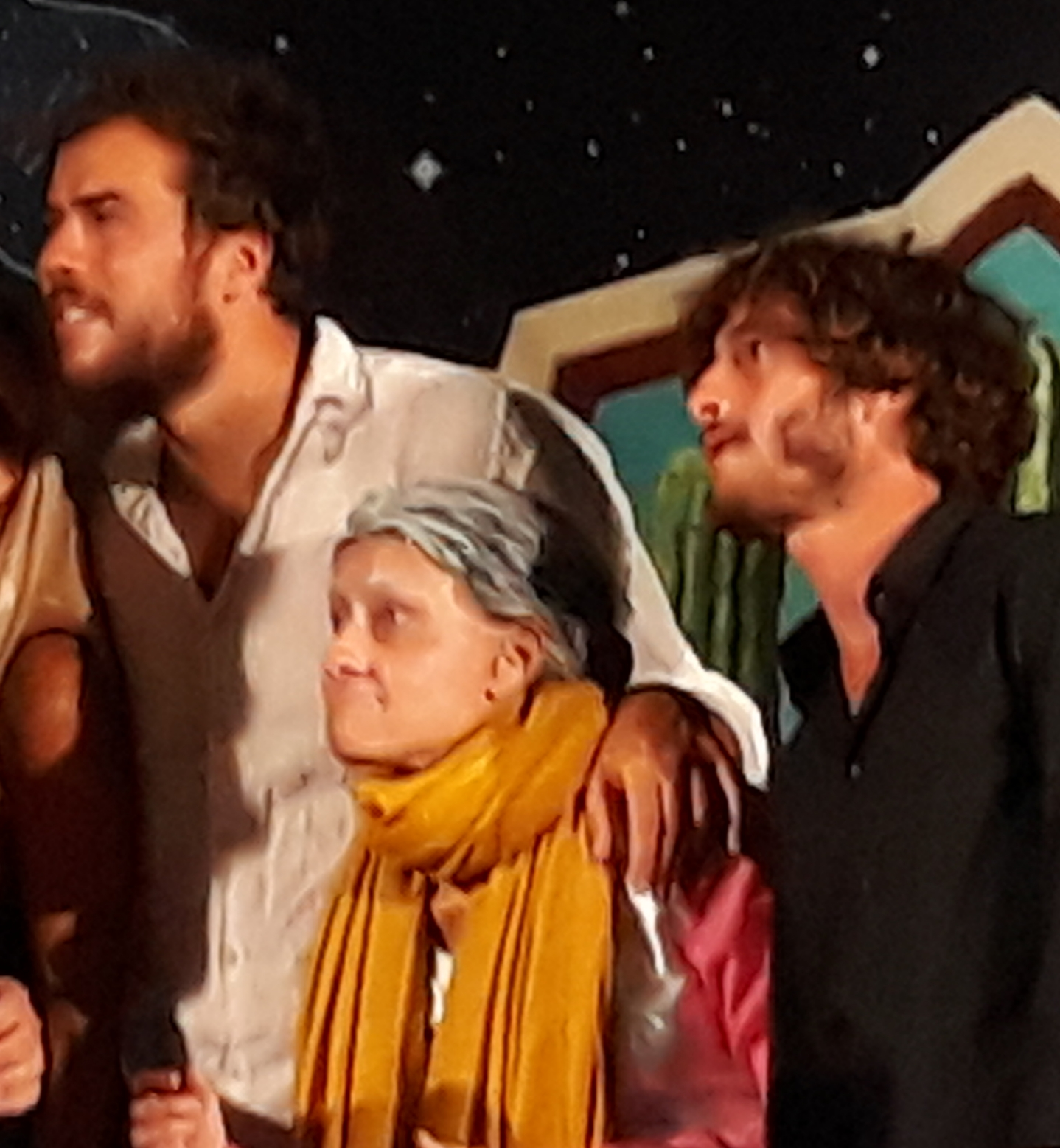
I PanPers nell'agosto 2019 al MOV Summer Festival di Mondovì

I PanPers sono un duo comico di cabarettisti e attori composto da Andrea Pisani (Torino, 17 maggio 1987) e Luca Peracino (Pietà, 25 ottobre 1987).

## Storia
Il duo partecipa al laboratorio del Cab41 a Torino, nonché al laboratorio Zelig di Torino (2008) e di Milano (2009).
Nel settembre 2009 approdano alla trasmissione Colorado, in onda su Italia 1 e partecipano a tutte le successive edizioni del programma. A maggio 2011 debuttano presso il Teatro Giulia di Barolo a Torino con il loro nuovo spettacolo Akkattappara Show.
Il 22 settembre 2010 registrano il loro canale YouTube, in cui presentano interviste, sketch, parodie di canzoni e altro.
Nel 2011 partecipano a una sitcom su Disney Channel, In tour, dove interpretano i ruoli di Lenny e Fil, membri della band Rolling Diamonds, rockettari sfegatati che cercano ad ogni modo, senza risultati, di rubare il palco ai Pops, loro rivali.
Luca Peracino nel 2012 fa parte del cast della serie televisiva, in onda su Rai 1, Una grande famiglia. Nella fiction interpreta il personaggio di Nicolò.
Nel 2013 debuttano al cinema insieme a Frank Matano e Guglielmo Scilla nel film Fuga di cervelli, diretto da Paolo Ruffini.
Nel dicembre 2014 sono stati protagonisti insieme a Luca Cassol nella sitcom Shot Time che è andata in onda dal lunedì al venerdì per una stagione su Italia 1.
Nel 2015 Pisani recita in Belli di papà di Guido Chiesa, mentre Peracino partecipa a Matrimonio al Sud di Paolo Costella.
Nel 2016 recitano per la seconda volta insieme nel film I babysitter.
Nello stesso anno diventano inviati del programma W Radio Playa di Italia 1, in onda dal lunedì al venerdì e sotto la conduzione di Diletta Leotta e Daniele Battaglia.
Nel 2020 partecipano al programma di Italia 1 Enjoy - Ridere fa bene come capitani di una delle due squadre rivali.
Nel 2021 sono co-conduttori insieme a Fatima Trotta e Francesco Mandelli, capi-progetto ed autori del programma comico di Italia 1 Honolulu.
Da aprile 2022 sono co-conduttori insieme ad Elettra Lamborghini del programma Only Fun – Comico Show sul canale Nove di Warner Bros. Discovery. Dal 2023 i due si esibiscono a Zelig.

## Filmografia

### Cinema
- Fuga di cervelli, regia di Paolo Ruffini (2013)
- Belli di papà, regia di Guido Chiesa (2015) - solo Andrea Pisani
- Matrimonio al Sud, regia di Paolo Costella (2015) – solo Luca Peracino
- I babysitter, regia di Giovanni Bognetti (2016)
- Classe Z, regia di Guido Chiesa (2017) – solo Andrea Pisani
- Ti presento Sofia, regia di Guido Chiesa (2018) – solo Andrea Pisani
- Cambio tutto!, regia di Guido Chiesa (2020)
- Euphollia - cortometraggio, regia di Andrea Pisani e Andrea Fava (2020)
- Il mammone, regia di Giovanni Bognetti (2022) – solo Andrea Pisani
- So tutto di te, regia di Roberto Lipari (2023) – solo Andrea Pisani
- Dove osano le cicogne, regia di Fausto Brizzi (2025) – solo Andrea Pisani
- 30 notti con il mio ex, regia di Guido Chiesa (2025) – solo Andrea Pisani
- Cena di classe, regia di Francesco Mandelli (2026) – solo Andrea Pisani

### Televisione
- In tour, Disney Channel (2011-2012)
- Life Bites - Pillole di vita, Disney Channel (2012) – solo Andrea Pisani
- Una grande famiglia – serie televisiva, Rai 1 (2012-2013) - solo Luca Peracino
- Shot Time, Italia 1 (2014)
- Before Pintus (Prime Video, 2021)

### Webserie
- Spycar (2015-2016, 2019)
- La Fuga (Prime Video, 2024)

### Videoclip
- Ragazzo inadeguato – Max Pezzali (2013)

## Televisione
- Colorado (Italia 1, 2009-2019)
- W Radio Playa Rimini (Italia 1, 2019)
- Giù in 60 secondi - Adrenalina ad alta quota (Italia 1, 2019) – concorrenti
- Comedy Central Tour, Comedy Central (2019-2020)
- Enjoy - Ridere fa bene (Italia 1, 2020)
- Honolulu (Italia 1, 2021)
- Only Fun – Comico Show (Nove, dal 2022) – conduttori
- Wild Things - Il bosco dei più pazzi (Boing, 2022) – conduttori[4]
- Zelig (Canale 5, 2023-2025)
- LOL - Chi ride è fuori (Prime Video, 2025) – solo Andrea Pisani
- Comedy Match (Nove, 2025) – solo Andrea Pisani
- Amici di Maria De Filippi (Canale 5, 2025) - ospiti

## Discografia

### Album
- 2015 - Non cantiamo mika
- 2016 - Benedetta parodia
- 2017 - Parodio (ma sono umano)
- 2020 - Meglio dell'originale

### Singoli
- 2017 – Ci mancano le basi
- 2017 – Un'altra estate è andata
- 2018 – Sono un coglione
- 2019 - Sempre meglio che lavorare

## Teatro
- Vi è mai capitato
- Akkattappara Show
- Bastardi con la gloria
- Quasi esauriti
- 10 Anni Di Minchiate
- Body Scemi